# Дом-музей Юрия Гагарина в Корзунове
Дом-музей Юрия Гагарина в Корзунове — небольшой музей в посёлке Корзуново Мурманской области. Посвящён Юрию Гагарину, первому космонавту Земли.

## История
Был создан 7 сентября 1991 года по инициативе подполковника Сергея Михайловича Семёнова. В 1998 году часть покинула Корзуново, и музей находился в заброшенном состоянии, был разграблен. Чтобы сохранить уникальный объект, его разобрали и большую часть экспонатов перевезли в музей военно-воздушных сил Северного флота в Сафоново. В 2003 году здание музея передано школе, сейчас официально это школьный музей. В 2010 году его реставрировали.

## Экспонаты
Экспонаты собираются учащимися. В музее хранятся личные вещи, предметы быта, документы и фотографии, а также экспозиция о службе будущего космонавта в военно-воздушных силах Северного флота в Заполярье. В музее также есть «зал воинской славы», посвящённый защите Заполярья от нацистских захватчиков во время Второй мировой войны (что не имеет к Гагарину прямого отношения).